# Ременюк Андрій Олегович
Андрі́й Оле́гович Ременю́к (16 вересня 1986 — 8 грудня 2014) — солдат Збройних сил України, учасник російсько-української війни.

## Життєпис
2004 року закінчив Вергулівську ЗОШ, 2005-го — Слов'янське ПТУ № 56 імені П. Ф. Кривоноса, спеціальність «провідник пасажирських поїздів». Протягом 2005—2006 років проходив строкову військову службу в лавах ЗСУ. Демобілізувавшись, до 2009 року працював провідником пасажирського потягу на Укрзалізниці. До 2011 року проходив службу в органах Державної кримінальної виконавчої служби України.
Мешкав у Луганську, після окупації міста з дружиною та сином переїхав до Дніпродзержинська, працював у Києві.
З вересня 2014 року — доброволець, служив у 30-й механізованій бригаді, від жовтня — стрілець-зенітник 90-го окремого аеромобільного батальйону.
Загинув 8 грудня 2014-го під час обстрілу селища Піски, який вчинили російські терористи. Тоді ж загинули Микола Петрученко та Сергій Чоп.
Залишились батьки, брат Дмитро, сестра Лариса і дружина з дитиною.
11 грудня 2014-го Андрія провели в останню путь у Слов'янську, куди виїхали його рідні, рятуючись від терористів так званої ЛНР.

## Нагороди та вшанування
За особисту мужність і героїзм, виявлені у захисті державного суверенітету та територіальної цілісності України, вірність військовій присязі під час російсько-української війни, відзначений — нагороджений
- 15 травня 2015 року — орденом «За мужність» III ступеня (посмертно)[1]
- нагрудним знаком «За оборону Донецького аеропорту» (посмертно).
- Вшановується в меморіальному комплексі «Зала пам'яті», в щоденному ранковому церемоніалі 8 грудня[2][3]
- Почесний громадянин Слов'янська (посмертно).[4]